# Perrin (Texas)
Pour les articles homonymes, voir Perrin.
Perrin est une census-designated place située dans le comté de Jack, dans l’État du Texas, aux États-Unis. Sa population s’élevait à 398 habitants lors du recensement de 2010.